# ウィリアム・ハミルトン (植物学者)
ウィリアム・ハミルトン（William Hamilton、1783年 - 1856年5月25日）はアイルランドの博物学者、医師である。西インド諸島を旅し、118種の図版入りの中米の植物に関する著作『西インドの植物誌』（"Prodromus Plantarum Indiae Ocidentalis"）を出版した。

## 略歴
アイルランドのコークで牧師の息子に生まれた。 1805年にダブリンのトリニティ・カレッジを卒業した後、オクスフォード大学のHart Hall（現在のハートフォード・カレッジ）で学んだ。1817年までに、西インド諸島に何年か滞在し、イギリスに戻った後、西インド諸島の植物に関する著作の出版の準備を進め、1821年からフランスの植物学者、ニケーズ・オーギュスト・デヴォー(Nicaise Auguste Desvaux)の指導を受けた。
1825年に出版された 『西インドの植物誌』（Prodromus Plantarum Indiae Ocidentalis）はドイツの植物学者、アウグスト・グリーゼバッハによれば、記載された大部分のものは不正確で、2種だけが認められるものであり、西インド諸島の植物についての専門家であるイグナーツ・ウルバンは、ハミルトンが新種で記載した植物は、すでに知られている植物に、ハミルトンが別名をつけたものだと評価されている。

## 著作
- Hamilton, W. (1810). The Encheiridion medicum; or, Young Practitioner's Pocket Companion.
- Hamilton, W. (1825). Prodromus plantarum Indiae occidentalis. 67 p.